# Yem (zone)
Pour les articles homonymes, voir YEM.
La zone Yem, anciennement woreda spécial Yem, est depuis peu une zone d'Éthiopie rattachée à la région Éthiopie du Centre. Ses principales agglomérations sont Fofa et Saja.

## Origine et statut
Yem se rattache à la région des nations, nationalités et peuples du Sud lors de la régionalisation du pays, en 1995. Il a dès l'origine le statut de woreda spécial[réf. souhaitée].
En août 2023, à la suite de la dissolution de la région des nations, nationalités et peuples du Sud, le woreda spécial est transféré dans la région Éthiopie du Centre.
Il obtient le statut de zone dans la nouvelle région et se subdivise en plusieurs woredas[réf. souhaitée].

## Situation
Longé par l'Omo à l'est, Yem est limitrophe de la zone Jimma de la région Oromia au nord et à l'ouest. Il est bordé à l'est par la zone Hadiya et, sur une courte distance, par la zone Gurage au nord-est.
Fofa qui se trouve environ 115 km au nord-est d'Hosaena occupe une position centrale dans la zone tandis que Saja est dans le nord-ouest de la zone à proximité de la région Oromia.

## Population
Le recensement national de 2007 fait état d'une population de 80 687 habitants dans le woreda spécial, dont 10 % de citadins. Les agglomérations de Fofa et Saja sont recensées en 2007 avec 4 960 et 2 992 habitants respectivement.
Le yemsa est la langue maternelle pour 73 % des habitants, l'oromo pour 23 %, l'amharique pour 3 % et le hadiyya pour 1%.
Environ 63 % des habitants sont orthodoxes, 27 % sont musulmans et 10 % sont protestants.
En 2022, la population est estimée sur le même périmètre à 116 044 personnes avec une densité de population de 179 personnes par km2 et 648 km2 de superficie,.